# Святые роллеры
«Святые роллеры» (англ. Holy Rollers) — независимая криминальная драма, снятая режиссёром Кевином Эшем в 2010 году. Главные роли исполнили Джесси Айзенберг, Эри Грейнор и Джастин Барта. В основу сюжета легла реальная история о еврее-хасиде, который в 1990-х годах оказался втянут в международную торговлю наркотиками. Премьера состоялась 25 января 2010 года на кинофестивале «Сандэнс», 21 мая фильм был выпущен в прокат в США.
За эту работу Кевин Эш получил премию «Готэм» в категории «режиссёрский прорыв». По словам режиссёра, название фильма является отсылкой к религиозным семьям главных героев и сленговому термину «роллинг», что означает наркотическое опьянение, вызванное приёмом экстази.
В финальных титрах звучит песня «Darkness Before the Dawn» в исполнении MJ Mynarski & Paul Comaskey.

## Сюжет
Молодой ортодоксальный еврей из Бруклина Сэм Голд работает на фабрике своего отца и готовится жениться на девушке из более богатой семьи, чем он. Сэм беспокоится из-за того, что не сможет обеспечить свою будущую семью, и поэтому принимает предложение о некой высокооплачиваемой работе от Йозефа Циммермана, брата своего лучшего друга Леона. Йозеф отправляет их обоих в Амстердам, откуда они должны транспортировать в США таблетки экстази. Сэм с головой погружается в мир наркотиков и постепенно отказывается от убеждений своей религиозной семьи.

## В ролях
- Джесси Айзенберг — Сэм Голд
- Эри Грейнор — Рэйчел Эпфел
- Джастин Барта — Йозеф Циммерман
- Джейсон Фукс — Леон Циммерман
- Q-Tip — Эфрем
- Марк Иванир — Мендел Голд
- Элизабет Марвел — Элка Голд
- Хэлли Кейт Айзенберг — Рут Голд
- Эндрю Левитас — житель района Грейт-Нек

## Отзывы критиков
Курт Шлейер из журнала «The Jewish Daily Forward» в начале своей статьи «Святые роллеры и десятиминутная бар-мицва» отметил, что фильм даёт представление о тёмной стороне такого изолированного сообщества, как ортодоксальные евреи, и позднее взял интервью у Джесси Айзенберга, где тот более подробно рассказал о своей роли. Майк Хэйл в статье для «The New York Times» написал, что фильм в лучших традициях «Крёстного отца» и «Лица со шрамом» объединил две излюбленные темы для американцев: историю о выживании иммигранта в США и драматическую историю о наркоторговле, в которой главным антигероем выступает на этот раз не американец итальянского происхождения или иммигрант с Кубы, а молодой еврей-хасид.